# Jean Dujardin
Jean Dujardin (pronunție franceză:  audio; n. 19 iunie 1972, Rueil-Malmaison, Métropole du Grand Paris, Franța) este un actor, regizor, producător și comediant francez. A jucat rolul principal în Artistul, pentru care a primit mai multe premii, cel mai important fiind Premiul Oscar pentru cel mai bun actor.

## Legături externe
- Jean Dujardin la Internet Movie Database